# Masters of Hardcore
Masters of Hardcore este cea mai mare și cea mai cunoscută casă de discuri care produce muzică Hardcore/Gabber. A fost fondată de DJ-ii olandezi Bass-D & King Matthew și DJ Outblast în anul 1995 . Foarte curând a fost aglomerată de DJ cum ar fi Angerfist, DJ Buzz Fuzz. 

## Artiști
- Angerfist
- Base Alert
- Bass D - King Matthew
- Bountyhunter
- Catscan
- Chosen Few
- Drokz
- DJ Gizmo
- Korsakoff
- Day-mar
- Outblast
- Endonyx
- Noizefucker
- Predator
- Re-Style
- T-Junction
- The Stunned Guys
- Tommyknocker
- Wasted Mind